# Neosmaris novaezelandiae
Neosmaris novaezelandiae är en spindeldjursart som beskrevs av Hirst 1926. Neosmaris novaezelandiae ingår i släktet Neosmaris och familjen Erythraeidae. Inga underarter finns listade i Catalogue of Life.